# Van Gogh önarcképe bekötött füllel
Az Önarckép bekötött füllel című festmény Vincent van Gogh alkotása, amely a londoni Courtauld Gallery gyűjteményének része.

## Keletkezése
A 60 ×  49 centiméteres olajfestmény 1889 januárjában készült, miután Vincent van Gogh-ot kiengedték a kórházból, ahova azért került be, mert 1888 karácsonyán olyan heves vitába bonyolódott Paul Gauguinnel, hogy levágta a bal fülét. (A képen azért a művész jobb füle van bebugyolálva, mert tükröt nézve festett.) Gauguin a veszekedés előtt két hónappal érkezett a holland festőhöz Arles-ba. Miután van Gogh hazatért, kiderült, festőtársa már visszautazott Párizsba, így le kellett mondania arról a vágyáról, hogy művészi közösséget hoz létre a dél-franciaországi településen, ahol a festők megvitatják elképzeléseiket és együtt alkotnak.
A szőrmesapka, amelyet van Gogh a kórházból való elbocsátása után szerzett be, jelzése annak, milyen mostoha viszonyok között kellett dolgoznia 1889 telén, illetve azt a célt szolgálta, hogy a fülét takaró kötés ne mozduljon el. Az önarckép erőteljes bizonyítéka a művész elhatározásának, hogy folytatja a munkát. Ezt támasztják alá a festményen látható tárgyak is: a festőállvány és a japán nyomat. A távol-keleti országból származó nyomatok fontos inspirációs forrást jelentettek a művésznek.